# Brasserie d'Eupen
Pour la commune, voir Eupen.
 (mars 2021).
Si vous disposez d'ouvrages ou d'articles de référence ou si vous connaissez des sites web de qualité traitant du thème abordé ici, merci de compléter l'article en donnant les références utiles à sa vérifiabilité et en les liant à la section « Notes et références ».
La brasserie d'Eupen est une ancienne brasserie belge, située à Eupen dans la province de Liège. La production de l'Eupener a été transféré à la brasserie Haacht en 1998.
La façade de l'ancienne brasserie d'Eupen, Paveestraße 12, est aujourd'hui classée monument historique.

## Histoire
Johann Bartholomäus Delhougne a fondé la brasserie Delhougne en 1834, dont le siège social est situé au 12 Paveestraße. Plusieurs brasseries fusionnent en 1897 pour créer la brasserie d'Eupen. En 1908, de nouveaux réservoirs de fermentation et de stockage sont achetés et la brasserie a pu enregistrer une augmentation significative de ses ventes jusqu'au début de la Première Guerre mondiale.
Après le traité de Versailles, la ville d'Eupen est devenue belge et doit rompre son marché avec le bassin allemand d'Aix-la-Chapelle situé pourtant à 15 km. À partir de 1923, la société fut enregistrée comme société anonyme de droit belge pour se recentrer. Au cours des années 1930, la technologie a été modernisée et le site de production agrandi. Immédiatement après la Seconde Guerre mondiale, environ 10 000 hl ont été éjectés chaque année, mais la marque est devenue de plus en plus populaire.
Étant donné que les ventes dans les années 90 ont à nouveau stagné et diminué et que la qualité n’a pu être maintenue, la brasserie a été vendue à Haacht en 1998. Ainsi, la dernière brasserie dans la partie germanophone de Belgique a été fermée et la production a été transférée à Boortmeerbeek.